# Brodbacher Hof
Der Brodbacher Hof ist eine Einöde auf der Gemarkung Haidgau von Bad Wurzach im Landkreis Ravensburg.

## Lage
Der Brodbacher Hof liegt im Naturraum Riß-Aitrach-Platten (Naturraum-Nr. 41), welcher Teil der Großlandschaft Donau-Iller-Lech-Platte (Großlandschaft-Nr. 4) ist.
Geografisch befindet sich der Brodbacher Hof ungefähr: 
- 50 m nordwestlich des Industriegebiet Bad Wurzach an der L 314
- 650 m östlich von Haasen
- 800 m nördlich von Ziegelbach
- 2,2 km östlich von Haidgau[4]

Die Siedlung liegt am Rand des Naturschutzgebiets Wurzacher Ried, das gleichzeitig ein Vogelschutzgebiet ist und im FFH-Gebiet Wurzacher Ried und Rohrsee liegt.
Hydrologisch liegt Brodbacher Hof im Gewässereinzugsgebiet der Aitrach deren linker Oberarm lokal auch Wurzacher Ach genannt wird, und über Iller und Donau in das Schwarze Meer entwässert.

## Verkehrsanbindung
Die Einöde Brodbacher Hof ist über die Landesstraße L 314 an das Straßennetz angebunden. Die L 314 führt von der Einöde aus nach Westen direkt nach Bad Wurzach und nach Osten über Haasen, Kimpfler, Zwings und Menisweiler nach Roßberg. In Kimpfler besteht die Möglichkeit, auf die L 300 abzubiegen, um über Haidgau nach Haisterkirch und weiter nach Bad Waldsee zu fahren.

### Öffentlicher Personennahverkehr
Der Brodbacher Hof besitzt keinen eigenen Bahnhof, obwohl die Bahnlinie nur rund 50 m südöstlich der Einöde verläuft. Der nächstgelegene Bahnhof ist in Bad Wurzach. Er ist mit dem Pkw circa 2,7 km und mit dem Fahrrad über den Radweg etwa 3,3 km entfernt.

### Radverkehr
Ein Radweg führt von Bad Wurzach zum Brodbacher Hof, er beginnt am Parkplatz bei der Torfbahn und verläuft weiter am Nordostrand der Glasfabrik über den Weiler Oberried. Von der Einzelsiedlung führt der Radweg weiter nach Haasen. Der Brodbacher Hof ist nicht direkt an das Radnetz Baden-Württemberg angeschlossen, der nächste Anschluss ist mit dem Rad etwa 3,1 km entfernt in Bad Wurzach.